# Sesamia cretica
Sesamia cretica är en fjärilsart som beskrevs av Lederer 1857. Sesamia cretica ingår i släktet Sesamia och familjen nattflyn. Inga underarter finns listade i Catalogue of Life.